# NGC 6304
NGC 6304 (również GCL 56 lub ESO 454-SC2) – gromada kulista znajdująca się w gwiazdozbiorze Wężownika. Odkrył ją William Herschel 30 kwietnia 1786 roku. Jest położona w odległości ok. 19,2 tys. lat świetlnych od Słońca oraz 7,5 tys. lat świetlnych od centrum Galaktyki.